# Бая-де-Араме
Бая-де-Араме (рум. Baia de Aramă) — місто у повіті Мехедінць в Румунії. Адміністративно місту підпорядковані такі села (дані про населення за 2002 рік):
- Братілову (159 осіб)
- Бребіна (356 осіб)
- Дялу-Маре (87 осіб)
- Мерешешть (930 осіб)
- Негоєшть (912 осіб)
- Пістріца (160 осіб)
- Стенешть (460 осіб)
- Тітерлешть (364 особи)

Місто розташоване на відстані 266 км на захід від Бухареста, 41 км на північ від Дробета-Турну-Северина, 108 км на північний захід від Крайови.

## Населення
За даними перепису населення 2002 року у місті проживали 5648 осіб.
Національний склад населення міста:
| Національність | Кількість осіб | Відсоток |
| -------------- | -------------- | -------- |
| румуни         | 5524           | 97,8%    |
| цигани         | 122            | 2,2%     |
| угорці         | 2              | < 0,1%   |

Рідною мовою назвали:
| Мова      | Кількість осіб | Відсоток |
| --------- | -------------- | -------- |
| румунська | 5610           | 99,3%    |
| циганська | 37             | 0,7%     |
| угорська  | 1              | < 0,1%   |

Склад населення міста за віросповіданням:
| Релігія        | Кількість осіб | Відсоток |
| -------------- | -------------- | -------- |
| православні    | 5424           | 96,0%    |
| баптисти       | 195            | 3,5%     |
| адвентисти     | 18             | 0,3%     |
| бретрени       | 6              | 0,1%     |
| римо-католики  | 2              | < 0,1%   |
| греко-католики | 2              | < 0,1%   |
| п'ятдесятники  | 1              | < 0,1%   |

## Зовнішні посилання
- Дані про місто Бая-де-Араме на сайті Ghidul Primăriilor [Архівовано 21 жовтня 2012 у Wayback Machine.]